# Creu de les Tres Creus
La Creu de les Tres Creus és una obra de Sant Joan de les Abadesses (Ripollès) inclosa a l'Inventari del Patrimoni Arquitectònic de Catalunya.

## Descripció
Monumental creu de pòrtland de dues bases quadrades, esglaonades i situada de cara a Sant Joan en el punt més elevat del serrat de la muntanya de les Tres Creus (913 m). En una cara lateral de la base superior hi ha la següent inscripció, en part deteriorada: "V Centenari de la troballa del Santíssim Misteri MCMXXVI". A la cara següent hi ha una placa de marbre blanc que diu: "Santa Missió MCMXLIII".

## Història
El turó on està emplaçada aquesta creu, inicialment s'anomenava Puig Rodó. Abans d'emplaçar-hi la creu es coneixia pel Serrat de les Tres Creus, cosa que fa pensar que hi deuria haver hagut creus per alguna raó. El diumenge de rams (28 de març de 1926) es va beneir, al cim de les Tres Creus, una creu monumental per commemorar el final de la Santa Missió i l'any del centenari. A la guerra va ser parcialment destruïda i el tres d'octubre de 1943, en ocasió d'acabar-se la Santa Missió, es va restaurar i es va beneir de nou, col·locant la placa de marbre.
El 1962 s'hi va celebrar la Santa Missa en ocasió del campament general de primavera de la Unió Excursionista de Catalunya.